# Eg3
Eg3 Combustibles S.A. fue una empresa hispano-argentina dedicada a la refinación y comercialización de combustibles y lubricantes. Originalmente un joint-venture entre las petroleras CGC (Puma), Isaura S.A., y Astra Compañía Argentina de Petróleo S.A., tenía como objetivo competir con YPF, Shell y Esso en el mercado de combustibles en Argentina.

## Inicios y Objetivos
Eg3 se creó en 1994 como una sociedad entre Compañía General de Combustibles (CGC, del Grupo Soldati), Astra e Isaura. Su principal objetivo era competir con la líder YPF y a las multinacionales Shell y Esso. Rápidamente Eg3 logró acomodarse en el mercado con un 10% del total de las ventas y unas 600 estaciones de servicios con la marca y la imagen de la empresa.
Eg3 producía la mayor parte de sus combustibles en la refinería Dr. Ricardo Eliçabe de Bahía Blanca, que había sido aportada al joint-venture por Isaura. Eg3 también importaba combustibles, mayormente gasoil.

## Ventas

### Venta a Repsol

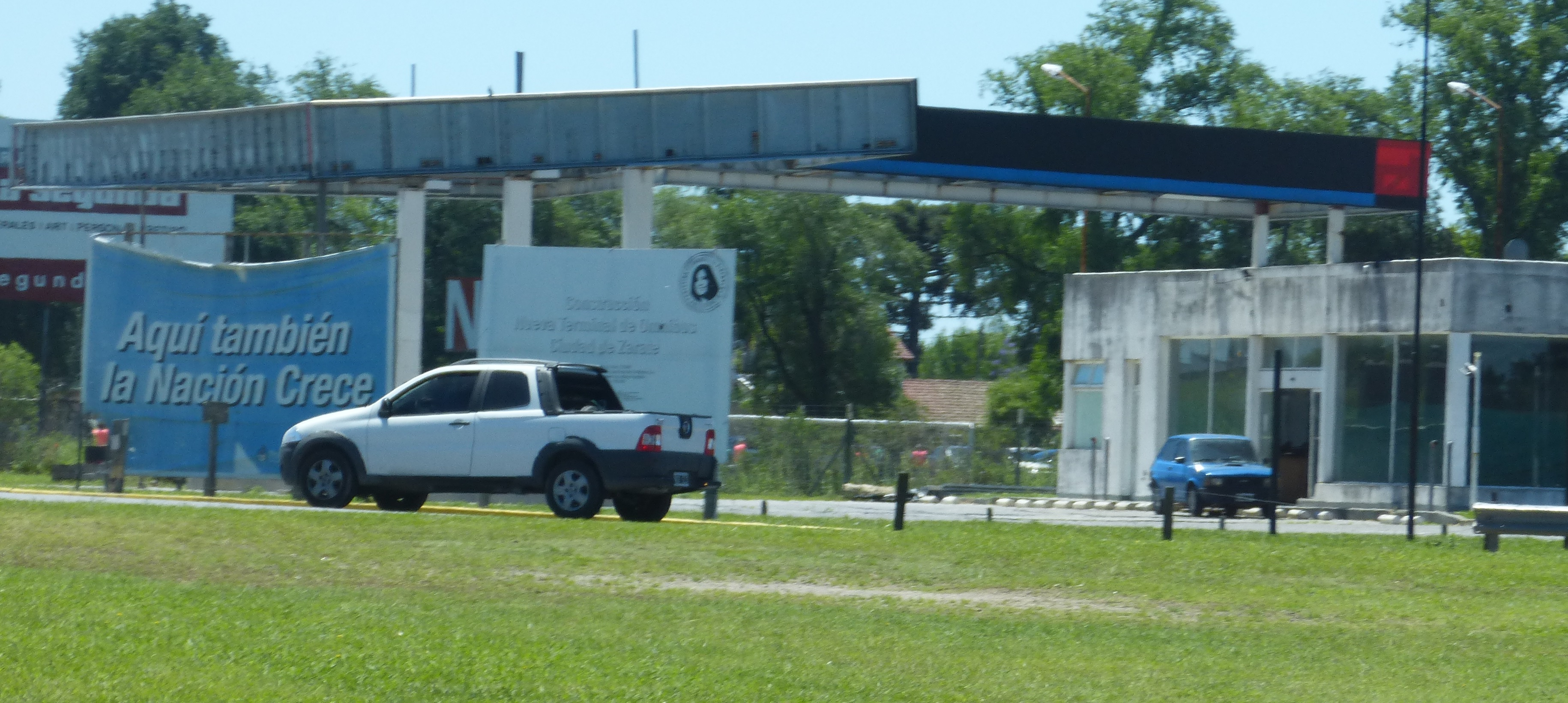
Estación de Servicio Abandonada Eg3 Cerca de Campana

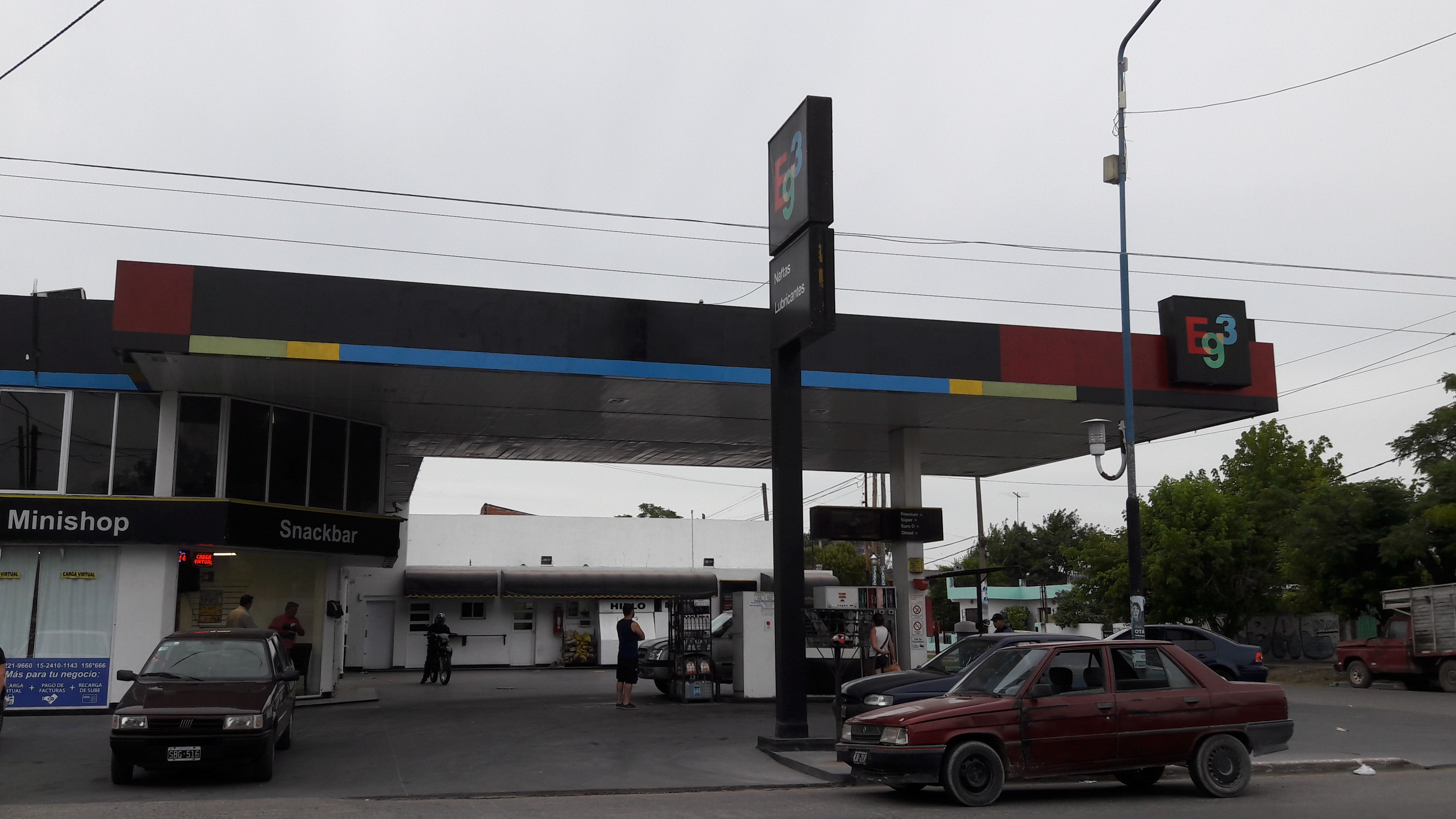
Antigua Estación de Servicio Eg3

En 1997 Repsol mostró interés en adquirir la cuarta productora de combustibles en Argentina. La operación se hizo sencilla ya que Repsol poseía el 33% de la compañía, perteneciente a Astra. La adquisición se concretó por el 90% del paquete accionario de Eg3 dejando al grupo Soldati como propietario del 10% restante. Con ésta transacción Repsol esperaba hacerse un lugar en el creciente mercado argentino de combustibles.

### Venta a Petrobras y desaparición de la marca
En 1999 Repsol adquirió YPF y se vio obligada a vender a Eg3 en un lapso de 6 años. La petrolera española finalmente encontraría un interesado en la estatal brasileña Petrobras, que terminaría adquiriendo los activos de Eg3 mediante un canje con Repsol YPF, posibilitando su desembarco en Argentina. A pesar de que en un inicio Petrobras mantuvo la marca Eg3, inició el cambio de imagen a finales de 2000 quedando unas pocas estaciones de servicios con la marca Eg3. Luego de la adquisición de las refinerías de Pérez Companc en el año 2002, Petrobras terminaría de insertarse en el país, disolviendo la marca Eg3. A pesar de esta disolución, la familia Eliçabe recuperaría para sí la firma Isaura S.A., redestinándola a la producción de agroquímicos.